# Ari Contreras
Ari Efraín Contreras Cruz (ur. 2 listopada 2005 w Tlalnepantla de Baz) – meksykański piłkarz występujący na pozycji lewego obrońcy, od 2024 roku zawodnik Pachuki.